# 丰荣站
丰荣站是位于黑龙江省齐齐哈尔市丰荣村的一个铁路车站，邮政编码161046。车站建于1947年，有滨洲铁路经过该站，现办理货运业务，不办理客运业务，车站及其上下行区间均未电气化。车站距离哈尔滨站374公里，隶属哈尔滨铁路局，是四等站。